# Dignitas infinita
Dignitas infinita (« infinie dignité ») est le titre d'une déclaration du dicastère pour la Doctrine de la foi, sur le thème de la dignité humaine, rendue publique le 8 avril 2024.

## Contexte
La publication de ce document était annoncée depuis plusieurs mois par le cardinal Víctor Manuel Fernández, préfet du dicastère et signataire du document, indiquant que ce document aborderait « non seulement des questions sociales, mais aussi d'une forte critique des questions morales telles que la chirurgie de changement de sexe, la maternité de substitution et l'idéologie du genre. »
Ce texte fait suite à de nombreux documents préparatoires, soit de certaines conférences épiscopales nationales, doit de la Congrégation pour la doctrine de la foi, dont un texte non publié, datant de 2018, affirmait que « le sexe d'une personne est une réalité complexe, dont l'identité est composée d'éléments physiques, psychologiques et sociaux. […] Certaines [personnes], partant d'une vision erronée de la personne, veulent séparer, voire opposer les différents éléments qui composent le sexe d'une personne. Ils créent une dichotomie entre les aspects corporels et psycho-sexuels de la personne. »
Venant après la précédente déclaration Fiducia supplicans qui portait sur la possibilité de bénir les couples qualifiés « d'irréguliers » hors du cadre liturgique et dont la réception par les épiscopats nationaux a été très difficile, Dignitas infinita se présente comme un texte plus consensuel ad intra.

## Controverse sur la question du changement de sexe
Lors d'une conférence donnée à l'université de Cologne le 17 février 2025, publiée le 3 mars par L'Osservatore Romano et reprise sur le site du Vatican, Víctor Manuel Fernández se prononce contre la chirurgie de réassignation de genre, dans la lignée de Dignitas infinita, en prenant cependant en compte des « cas hors norme, comme une forte dysphorie qui peut conduire à une existence insupportable ou même au suicide. Ces situations exceptionnelles doivent être évaluées avec beaucoup de soin ». Cette position est critiquée par certains observateurs qui la jugent ambiguë, voire en contradiction avec la déclaration Dignitas infinita et la doctrine catholique. Se faisant l'écho de ces critiques, le National Catholic Register transmet à Fernández une demande de clarification sur ce point les 2 et 10 avril.